# SGCA
SGCA (англ. Sarcoglycan alpha) – білок, який кодується однойменним геном, розташованим у людей на короткому плечі 17-ї хромосоми. Довжина поліпептидного ланцюга білка становить 387 амінокислот, а молекулярна маса — 42 875.
| 10         |  | 20         |  | 30         |  | 40         |  | 50         |
| ---------- |  | ---------- |  | ---------- |  | ---------- |  | ---------- |
| MAETLFWTPL |  | LVVLLAGLGD |  | TEAQQTTLHP |  | LVGRVFVHTL |  | DHETFLSLPE |
| HVAVPPAVHI |  | TYHAHLQGHP |  | DLPRWLRYTQ |  | RSPHHPGFLY |  | GSATPEDRGL |
| QVIEVTAYNR |  | DSFDTTRQRL |  | VLEIGDPEGP |  | LLPYQAEFLV |  | RSHDAEEVLP |
| STPASRFLSA |  | LGGLWEPGEL |  | QLLNVTSALD |  | RGGRVPLPIE |  | GRKEGVYIKV |
| GSASPFSTCL |  | KMVASPDSHA |  | RCAQGQPPLL |  | SCYDTLAPHF |  | RVDWCNVTLV |
| DKSVPEPADE |  | VPTPGDGILE |  | HDPFFCPPTE |  | APDRDFLVDA |  | LVTLLVPLLV |
| ALLLTLLLAY |  | VMCCRREGRL |  | KRDLATSDIQ |  | MVHHCTIHGN |  | TEELRQMAAS |
| REVPRPLSTL |  | PMFNVHTGER |  | LPPRVDSAQV |  | PLILDQH    |  |            |

A: Аланін

C: Цистеїн

D: Аспарагінова кислота

E: Глутамінова кислота

F: Фенілаланін

G: Гліцин

H: Гістидин

I: Ізолейцин

K: Лізин

L: Лейцин

M: Метіонін

N: Аспарагін

P: Пролін

Q: Глутамін

R: Аргінін

S: Серин

T: Треонін

V: Валін

W: Триптофан

Кодований геном білок за функцією належить до фосфопротеїнів. 
Задіяний у такому біологічному процесі, як альтернативний сплайсинг. 
Локалізований у клітинній мембрані, цитоплазмі, цитоскелеті, мембрані.